# Erster Koalitionskrieg
1792

Porrentruy – Marquain – Quiévrain – Verdun – Thionville – Valmy – Lille – Mainz (1792) – Jemappes
1793

Aldenhoven I – Namur – Neerwinden – Mainz (1793) – Famars – Valenciennes (1793) – Arlon (1793) – Hondschoote – Meribel – Avesnes-le-Sec – Pirmasens – Toulon – Fontenay-le-Comte – Cholet – Lucon – Trouillas – Dünkirchen – Le Quesnoy – Menin I – Wattignies – Weißenburg I – Biesingen – Kaiserslautern I – Weißenburg II
1794

Boulou – Landrecis – Menin II – Mouscron – Martinique – Guadeloupe – Tourcoing – Tournai – Kaiserslautern II – San-Lorenzo de la Muga – 13. Prairial – Fleurus – Kaiserslautern III – Vosges – Aldenhoven II
1795

Cornwallis’ Rückzug – Genua – Groix – Hyeres – Handschuhsheim – Mainz (1795) – Mannheim – Loano
1796

Montenotte – Millesimo – Dego – Mondovì – Lodi – Borghetto – Castiglione – Mantua – Siegburg – Altenkirchen – Wetzlar – Kircheib – Kehl – Kalteiche – Friedberg  – Malsch – Neresheim – Sulzbach – Deining – Amberg – Würzburg – Neufundland – Rovereto – Bassano – Limburg – Biberach I – Emmendingen – Schliengen – Caldiero – Arcole – Irland
1797

Fall von Kehl – Rivoli (1797) – St. Vincent – Diersheim – Santa Cruz – Neuwied – Camperduin
Der Erste Koalitionskrieg war die erste Auseinandersetzung eines großen Militärbündnisses, das zunächst aus Preußen, der Habsburgermonarchie und kleineren deutschen Staaten bestand, welche zwischen 1792 und 1797 zur Verteidigung der Monarchie gegen das revolutionäre Frankreich geführt wurde. Der Krieg begann mit Erfolgen der Alliierten, bis die Kanonade von Valmy ihren Vormarsch auf Paris beendete. Die Revolutionsarmee ging zur Gegenoffensive über und besetzte verschiedene Gebiete, darunter die Österreichischen Niederlande und Teile des Rheinlandes. Als Folge der Hinrichtung von Ludwig XVI. traten 1793 unter anderem Großbritannien, die Vereinigten Niederlande, Spanien und ab 22. März 1793 im Rahmen eines Reichskriegs die Reichsstände des Heiligen Römischen Reiches der Koalition gegen die Revolutionäre bei. Die Bedrohung Frankreichs durch fast alle europäischen Monarchien war einer der Gründe für die Einführung der allgemeinen Wehrpflicht in Form der Levée en masse. In der Folge stabilisierte sich die französische Situation, ohne dass eine der beiden Seiten den Krieg für sich entscheiden konnte. Im Jahr 1795 schieden Preußen und Spanien im Frieden von Basel aus dem Krieg aus. Auch weitere deutsche Staaten schlossen Separatfrieden. Österreich setzte den Krieg nicht ohne Erfolg fort.
Mit dem Italienfeldzug von Napoleon Bonaparte 1796/97 kam eine neue Dynamik in die Auseinandersetzungen. Eine Reihe von italienischen Staaten wurden zum Frieden gezwungen oder von den Franzosen besetzt. Napoleons Siege in Norditalien zwangen schließlich Österreich, den Frieden von Campo Formio 1797 zu schließen. Lediglich Großbritannien setzte den Krieg fort. Am Ende hatte sich das revolutionäre Frankreich gegen die verbündeten Monarchien weitgehend durchgesetzt, territoriale Gewinne erzielt und den Rhein zur deutsch-französischen Grenze gemacht.

## Vorgeschichte
In der ersten Zeit nach dem Beginn der Französischen Revolution zeigten die in Grenzbezug zu Frankreich herrschenden Könige und Fürsten in Europa wenig Neigung, militärisch zu Gunsten Ludwig XVI. einzugreifen. Das Gleichgewicht der Mächte schien durch die Ereignisse in Frankreich nicht gestört zu sein. Außenpolitisch standen die polnische Frage sowie der russisch-österreichische Türkenkrieg im Zentrum der Aufmerksamkeit. Mit Sorge betrachteten viele Regierungen den Aufstieg Russlands zur Großmacht unter Katharina II. Im Reich verstärkten sich die Spannungen zwischen Österreich und Preußen, ehe es mit der Reichenbacher Konvention zu einer Annäherung kam. Innenpolitisch konnten verschiedene von der französischen Revolution inspirierte Volksbewegungen – so in Irland, in den Vereinigten Provinzen, in den Österreichischen Niederlanden (Brabanter Revolution), im Hochstift Lüttich (Lütticher Revolution) und in einigen Kantonen der Schweiz (Stäfnerhandel) – niedergeschlagen werden.
Das prinzipiell Neue der Bewegungen erkannten die Regierungen meist noch nicht. Die britische Führung hatte zunächst wenig Interesse daran, sich für die französische Monarchie zu engagieren. Im Gegenteil sah man eine Schwächung des langjährigen Gegners nicht ungern. Leopold II. († 1. März 1792), der neue, nur kurz amtierende Kaiser des Heiligen Römischen Reiches, beabsichtigte ebenfalls kein aktives gegenrevolutionäres Engagement. Er begrüßte sogar – im Zuge der internationalen Entwicklungen – die ersten Reformen der französischen Revolution zur Konstitutionellen Monarchie. Allerdings verletzte die Feudal- und Kirchengesetzgebung der Revolution vor allem im französisch beherrschten Elsass die Rechte deutscher Reichsstände, wie sie der Westfälische Friede von 1648 garantierte. Im Jahr 1790 wurden im Elsass die Departements Haut-Rhin und Bas-Rhin geschaffen und damit die letzten Reichsrechte und kleinen Territorien beseitigt. Frankreich bot Verhandlungen über Entschädigungen an. Damit waren die betroffenen Stände nicht einverstanden und riefen den Reichstag an. Dieser protestierte formal, ergriff aber keine realen Gegenmaßnahmen.

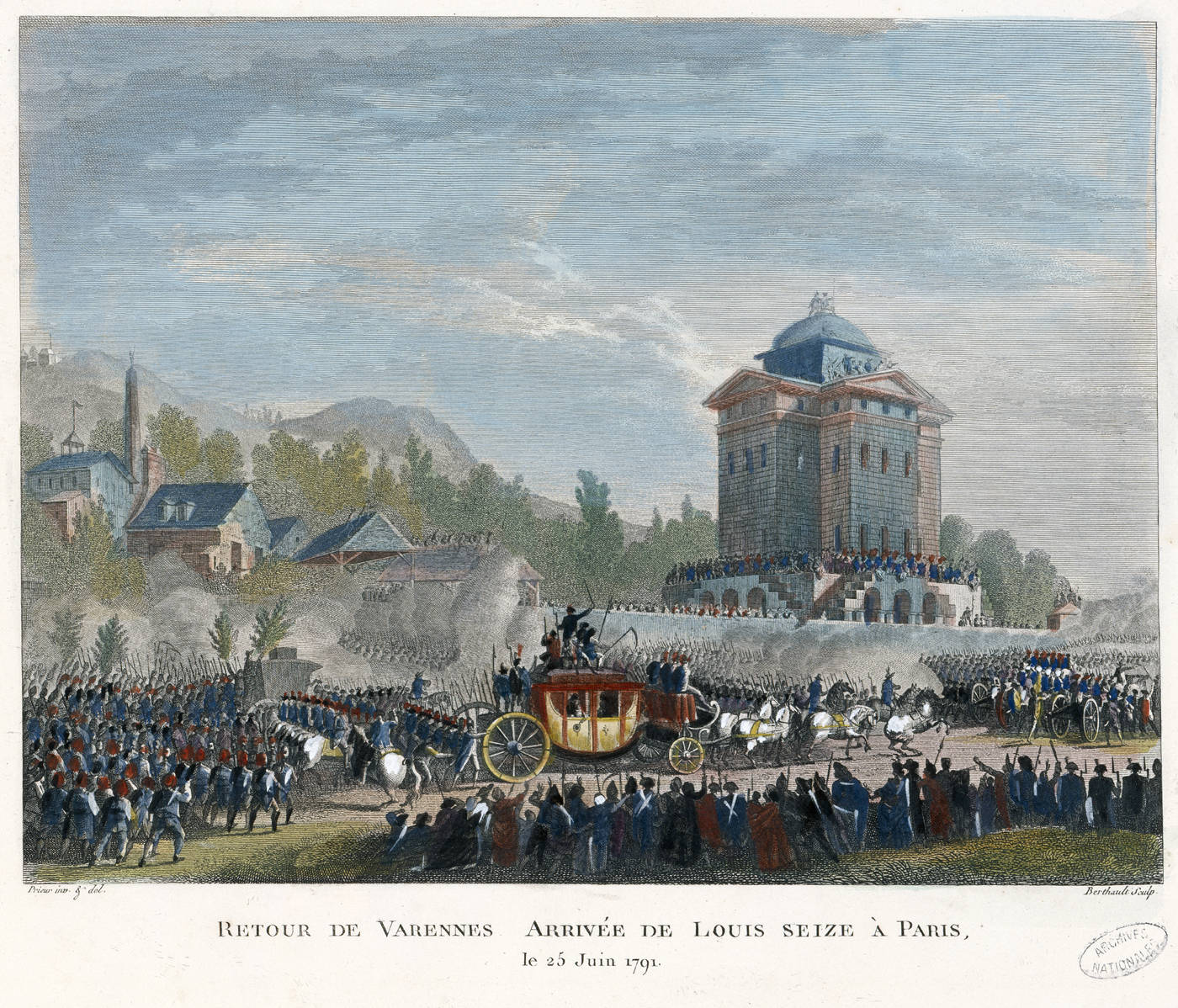
Rückkehr von Ludwig XVI. nach dem gescheiterten Fluchtversuch

Eine gewisse Wende ging von der gescheiterten Flucht Ludwigs XVI am 20./21. Juni 1791 aus. Leopold II. reagierte mit einem Rundschreiben an die Regierungen, in dem er den Schutz der Legitimität forderte. Dem schloss sich allerdings zunächst nur Preußen am 23. Juli an. Es kam daraufhin zur gemeinsamen österreichisch-preußischen Pillnitzer Deklaration vom 27. August. In der Erklärung wurde das Interesse der Mächte für eine vollständige Restauration der Monarchie in Frankreich betont. Auch kündigte man eine militärische Intervention an, sofern alle übrigen europäischen Mächte sich daran beteiligen würden. Dies bedeutete bei aller Rhetorik de facto eine Absage an eine Intervention, da keineswegs alle Mächte sich daran beteiligen würden. Die Pillnitzer Erklärung sollte die Franzosen einschüchtern und zu einem gemäßigten Verhalten bewegen. Das Gegenteil war der Fall, auch weil der Wortführer der Emigranten, der Graf von Artois, Bruder Ludwigs XVI., die Erklärung als Ultimatum interpretierte, verstärkte sich die französische Konfliktbereitschaft. Zu Beginn des Jahres 1792 stellte Frankreich die ultimative Forderung, dass die Nachbarstaaten bis zum 1. März die Emigrantentruppen vertreiben sollten. Wegen des Todes von Leopold II. wurde das Ultimatum bis April verlängert. Sein Nachfolger Franz II. schloss daraufhin mit Preußen am 18. März 1792 ein Defensivbündnis. Dabei garantierten sich die beiden beteiligten Seiten ihren jeweiligen Besitzstand. Am 18. März kam es zu einem neuen französischen Ultimatum, in dem die Entwaffnung Österreichs und das Ende des Bündnisses mit Preußen gefordert wurden, Franz II. lehnte dies ab. In Frankreich gab es verschiedene am Krieg interessierte Kräfte, auf der einen Seite waren dies überzeugte Revolutionäre, die das Erreichte militärisch sichern wollten, auf der anderen Seite hoffte Ludwig XVI. seine Position stärken zu können.

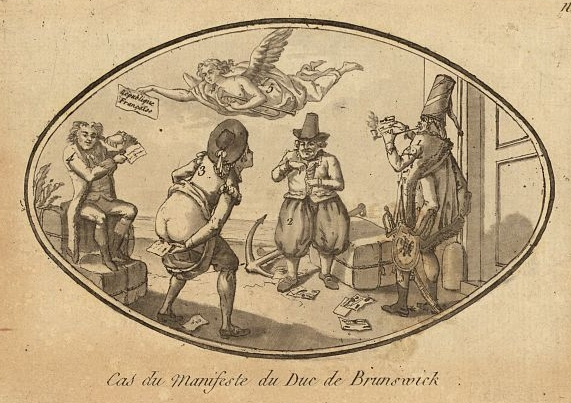
Französische Karikatur auf das Koblenzer Manifest

Die offenen Feindseligkeiten begannen am 20. April 1792, als Ludwig XVI, immer noch als französisches Staatsoberhaupt, gegenüber Franz II. als König von Ungarn und Böhmen den Krieg erklärte. Die französische Hoffnung trog, das militärische Geschehen somit auf die Österreichische Niederlande begrenzen und damit kontrollieren zu können. Preußen erklärte Frankreich sofort den Krieg. Preußen und Österreich hofften auf einen schnellen Sieg, wollten die absolute Herrschaft Ludwigs XVI. wiederherstellen und planten territoriale Gewinne. Man war sich sicher, dass Frankreich nicht lange standhalten könne. In dem antirevolutionären Koblenzer Manifest des Herzogs von Braunschweig wurde verkündet, keine Eroberungen machen zu wollen. Gleichzeitig drohte es mit Vergeltung bis hin zur völligen Zerstörung von Paris, sollte der König auch nur die „geringste Beleidigung“ erfahren. Dies trug in Frankreich zur Stärkung des Widerstandswillens bei.

## Rückwirkungen auf Frankreich
Der Verlauf des Krieges beeinflusste die innenpolitische Lage Frankreichs unmittelbar. Auch unter dem Eindruck des Koblenzer Manifestes kam es am 10. August zum Tuileriensturm und zur Verhaftung der königlichen Familie. Am 21. September wurde die Republik proklamiert, am 21. Januar 1793 Ludwig XVI. hingerichtet. Die französischen Niederlagen im Frühjahr 1793 waren ein wichtiger Faktor, der zum Sturz der Girondisten und zum Großen Terror der Jakobiner führte. Nachdem sich die Situation auf dem Kriegsschauplatz wieder zu Gunsten Frankreichs gewendet hatte, verlor die Diktatur Robespierres an Rückhalt und wurde schließlich 1794 gestürzt. Die Thermidorianer und das Direktorium konnten ihre Position nur behalten, indem sie den Krieg weiterführten und noch ausweiteten. Als Großbritannien 1796/97 Friedensverhandlungen anbot, wurden am 4. September 1797 die kompromissbereiten Mitglieder des Direktoriums gestürzt.

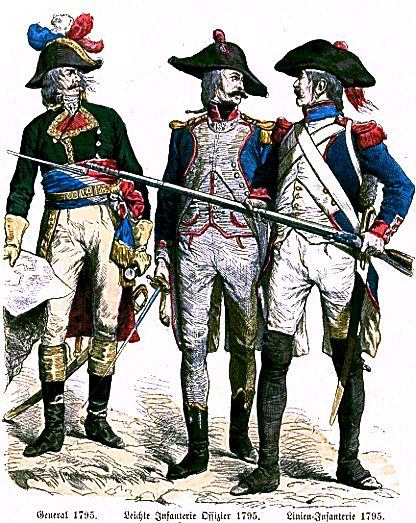
General, Offizier und Soldat der Linientruppen um 1795

Der Vormarsch der Alliierten im Jahr 1793 führte in Frankreich zur Einführung der Wehrpflicht in Form der Levée en masse. Die Regierung verkündete den allgemeinen Volkskrieg und mobilisierte alle Kräfte zur Abwehr der Gegner. Zwar kam es zu einigen Unruhen gegen die Aushebung, und es konnten nur 300.000 statt wie vom Wohlfahrtsausschuss geplant 500.000 Rekruten zusammengebracht werden. Aber gleichwohl war das Programm erfolgreich. Mit der Zeit wurden durch die Zusammenarbeit mit Berufssoldaten aus den Rekruten erfahrene Soldaten. Relativ bald stellten Beauftragte der Regierung wie Antoine de Saint-Just die militärische Disziplin wieder her. Anfangs extrem schlecht gerüstet, gelang es dem Staat in bislang ungekannter Weise, Waffen und Ausrüstung zu produzieren. Ab Herbst 1793 konnte er die Aufstände im Inneren niederschlagen und im Krieg nach außen wieder Erfolge verbuchen.
Zunächst wurde der Krieg auf französischer Seite als Verteidigungskrieg geführt. Von politischen Immigranten gedrängt, proklamierte der Nationalkonvent anderen Völkern, „die ihre Freiheit wiedererlangen wollen, Brüderlichkeit und Hilfe.“ Solcher Ausweitung des Konflikts wohnte die Gefahr inne, dass die Befreiungsabsichten sich zu einem Eroberungskrieg wandelten. Tatsächlich wurden verschiedene Gebiete besetzt, ohne dort Tochterrepubliken zu gründen. Danton rechtfertigte dies mit der These von „natürlichen Grenzen“. Damit folgte die Republik einer Politik, die schon Ludwig XIV. in ähnlicher Weise vertreten hatte. Später sprachen die Thermidorianer ganz offen von Eroberungszielen. Am deutlichsten wurde der Widerspruch in Proklamationen Napoleon Bonapartes als Befehlshaber der Italienarmee. Gegenüber seinen hungernden Soldaten verkündete er: „Ich will Euch in die fruchtbarsten Ebenen der Welt führen. […] Dort werdet ihr Ehre, Ruhm und Reichtum finden.“ Gegenüber der italienischen Öffentlichkeit verkündete er dagegen: „Wir führen Krieg als großmütige Feinde und nur gegen die Tyrannen, die Euch unterdrücken.“

## Mitglieder der Ersten Koalition
Chronologisch nach Eintritt und Austritt geordnet.
- Monarchie des Hauses Österreich (Ungarn, Böhmen usw.) von April 1792 bis Oktober 1797
- Preußen von April 1792 bis April 1795 (Friede von Basel)
- Großbritannien seit Februar 1793 (blieb 1797 als einziges Mitglied im Kriegszustand mit Frankreich)
- Kirchenstaat von Februar 1793 bis Februar 1797
- Parma und Modena von Februar 1793 bis Juni 1796
- Sardinien (Piemont, Savoyen usw.) und Neapel-Sizilien von Februar 1793 bis Mai 1796
- Toskana von Februar 1793 bis Februar 1795
- Vereinigte Niederlande von Februar 1793 bis Januar 1795 (ab Mai 1795 als Batavische Republik mit Frankreich alliiert)
- Heiliges Römisches Reich von März 1793 bis Oktober 1797
- Spanien von März 1793 bis Juli 1795 (ab August 1796 mit Frankreich alliiert)
- Russland seit September 1795

Die erwähnten Mächte beteiligten sich an der Koalition, um die französische Monarchie wiederherzustellen und die Ausbreitung der Revolutionsideen zu verhindern. Unterschiedliche Erwartungen an das Ergebnis eines Krieges gegen Frankreich – von der Bestrafung der Königsmörder bis zur Vergrößerung des eigenen Territoriums – zeigten sich besonders in dem, seit den Schlesischen Kriegen, gespannten Verhältnis zwischen Preußen und Österreich. Beide führten in der Folge „einen schlecht koordinierten Parallelkrieg, bei dem zwar der eine oder andere kleine Sieg erzielt werden konnte, der aber im Großen erfolglos blieb.“
Wegen Gebietsverlusten von Reichsfürsten im Elsass und in Lothringen und Verletzungen des Reichsgebiets durch General Custine (u. a. Oberrhein, Pfalz, Frankfurt am Main) hatte die Reichsversammlung im November 1792 auf Antrag des Kaisers den Reichskrieg gegen Frankreich beschlossen. Die Kriegserklärung erfolgte aber erst im März 1793. Entsprechend der Reichsverfassung hatten die zehn Reichskreise je 2000–3000 Infanteristen und 500–2000 Kavalleristen zu stellen.
Die Einberufung der Reichsarmee, die Rechtmäßigkeit der Kriegserklärung, Finanzierung und Kommando der Kontingente, hatten eine monatelange Entscheidungsfindung der Reichsstände zur Folge, die den unterschiedlich ausgeprägten Willen der deutschen Staaten am Fortbestehen des Reiches widerspiegelte. Erst im Frühjahr 1794 waren verschiedene Reichstruppen mobil. Oberkommandierender Reichsfeldmarschall wurde Herzog Albert von Sachsen-Teschen, ein Schwiegersohn Maria-Theresias. Dass nicht alle Reichsstände ihre Kontingente stellten und ihm die preußische Generalität den Befehl verweigerte, veranlasste ihn zum Rücktritt. Die meisten Reichstruppen wurden der Oberrheinarmee unter Feldzeugmeister Clerfait zugeführt.
Der Koalitionär Großbritannien beteiligte sich an der Finanzierung, besonders von Preußen, Sardinien und der Royalisten im Aufstand der Vendée. Militärisch engagierte er sich vornehmlich zur See für die Vorherrschaft auf den Meeren. Unter britischem Oberkommando kämpften Truppen vom Kontinent gegen Frankreich.
Das bourbonisch regierte Spanien musste schon aus familiären Gründen den Krieg gegen die französische Republik unterstützen. Es erwartete aber davon, den von Ludwig XIV. für Frankreich annektierten Norden Kataloniens, das Roussillon, zurückzugewinnen.
Durch bilaterale Verträge mit England wurden Portugal, der Kirchenstaat, das Königreich beider Sizilien und weitere italienische Staaten zu Koalitionären, aus Furcht vor Frankreichs aggressivem Expansionsdrang und z. T. wegen Zugehörigkeit zum Haus Österreich.
Die russische Zarin Katharina die Große forderte energisch die Unterstützung der französischen Monarchie gegen die „französische Pest“ und schloss 1795 einen Bündnisvertrag mit England. Ihre militärischen Aktivitäten aber dienten der Aufteilung Polens und der Sicherung der südlichen Grenzen zum Osmanischen Reich. Nach ihrem Tod 1796 ließ Zar Paul I. im Mittelmeer seine Marine gegen Frankreich aktiv werden.

### Die Kriegsbeteiligung von Reichsständen am Beispiel Badens
Die Markgrafschaft Baden war seit dem 23. November 1792 von der Reichsversammlung aufgefordert ihr Kontingent für die Reichsarmee zu stellen. Baden war Mitglied des Schwäbischen Reichskreises. Seit 1681 besagten die Reichsmatrikel, wie groß die Kontingente der verschiedenen Reichskreise zu sein hätten. In Baden stellte 1792/93 die untere Markgrafschaft 10700, die obere rund 6000 Mann, die mit dem österreichisch-breisgauischen Kontingent in die österreichische Oberrheinarmee eingegliedert waren. Dieses Landaufgebot wurde als militärisch wenig kampfstark angesehen und fand hauptsächlich als Besatzung der rechtsrheinischen Reichsfestungen Kehl und Philippsburg (Speyer) Verwendung.
Die Markgrafen führten durch Geburt die höchsten militärischen Titel. Von Markgraf Karl Friedrich sind allerdings keine besonderen militärischen Taten überliefert. Die Zeit der französischen Invasionen in Baden verbrachte er mit seiner Familie außerhalb Badens. Sein dritter Sohn, der spätere Großherzog Ludwig I. diente bis 1795 als General in der preußischen Armee des Herzogs von Braunschweig.
Badens „stehendes Heer“ von etwa zweitausend Mann war einem von England finanzierten Korps des Herzogs von York unterstellt und operierte 1793/94 in den Österreichischen Niederlanden gegen die Franzosen.
Der Druck der Kriegsereignisse und das Ausscheiden Preußens 1795 aus der Koalition ermöglichte den badischen, antiösterreichischen Regierungskreisen unter Sigismund von Reitzenstein – gegen markgräfliches Missfallen – mit Frankreich im August 1796 einen Separatfrieden abzuschließen.
Der ausgehandelte Frieden ersparte Baden weder die schmerzhaften französischen, noch die österreichischen Besatzungskosten bis zum Frieden von Lunéville 1801, noch erhielt es seine linksrheinischen Besitzungen zurück. Aber es konnte sich seiner Verpflichtungen gegenüber dem Reich entledigen und seine Truppen nach knapp dreijährigem Kriegszustand entlassen.
Nur ein sechshundert Mann starkes Bürgerkorps aus dem österreichischen Freiburg, das sich 1796 „im Felde gut geschlagen hatte“, wurde wegen „rühmlichen Verhaltens“ auf kaiserliche Anweisung hin nicht aufgelöst.

## Verlauf

### Feldzug von 1792

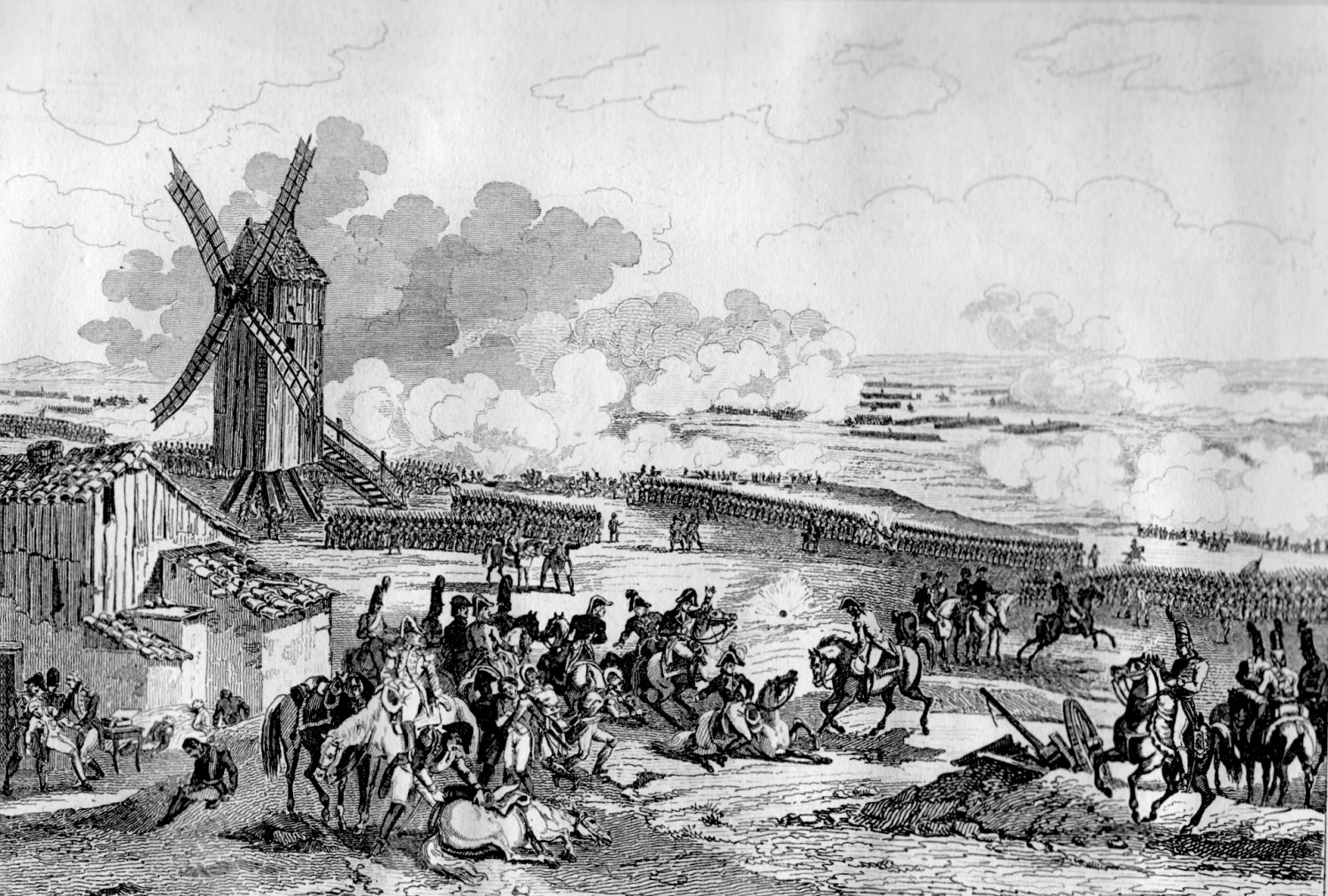
Kanonade von Valmy

Militärisch waren die Alliierten zu Kriegsbeginn eindeutig überlegen. Die Österreicher verfügten über 400.000 Mann, die in den Österreichischen Niederlanden, am Oberrhein und im Piemont standen. Die Preußen hatten 250.000 Soldaten. Hinzu kamen 6000 Hessen und 8000 Mann der royalistischen Emigranten. Französische Angaben zur Militärstärke beziffern die Truppen der Alliierten an der Nordgrenze mit 112.000 Mann und die aller Revolutionsarmeen vom Oberrhein bis in die Niederlande mit 108.000 Mann.
Frankreich hatte ein Heer mit 114.000 Mann Linieninfanterie, 27.000 Kavallerie und 10.000 Artillerie. In der Mannschaftsstärke unbedeutend waren angegliederte Einheiten deutscher, irischer und schweizerischer Herkunft – Söldner des ehemaligen königlichen Heeres.
Die Franzosen gingen seit dem 20. April 1792 – wie erwartet – im Bereich des heutigen Belgien in die Offensive. Zwei Armeen, eine unter Rochambeau mit 35.000 Mann und die andere unter Lafayette mit 28.000 Mann, standen einer österreichischen Armee (35.000 Mann) unter Albert von Sachsen-Teschen gegenüber. Die Angriffe galten den Festungen Namur, Mons, Tournai und Furnes. Das französische Vordringen, das vergeblich zur Unterstützung auf einen Aufstand der Belgier spekuliert hatte, konnte von den Österreichern erfolgreich abgewehrt werden. Einige französische Truppen zogen sich dabei „in wilder Unordnung über die Grenze zurück.“
Die Hauptarmee der Alliierten unter Karl Wilhelm von Braunschweig mit 82.000 Mann drang von Luxemburg aus in Frankreich ein. Im Norden sollte eine Armee die Festungen an der Grenze zu Luxemburg einnehmen. Im Süden sollte eine österreichische Armee gegen Saarlouis und Thionville vorgehen. Den Preußen wurde am 20. August Longwy übergeben, woraufhin die Einwohner der Stadt in Paris zu Verrätern erklärt wurden. Auch siegten die Alliierten bei Verdun (August 1792). Die Stadt selbst kapitulierte, nachdem der zur Verteidigung entschlossene Kommandant Nicolas-Joseph Beaurepaire ermordet worden war. Nach der sogenannten Kanonade von Valmy (20. September 1792) musste der Herzog von Braunschweig wegen Nachschubproblemen infolge Dauerregens und einer massenhaften Ruhr-Erkrankung, besonders der preußischen Truppen, Frankreich räumen und sich an den Rhein zurückziehen.
Das eigentlich wenig bedeutende Gefecht – das eine mehrstündige Kanonade mit fast 500 Toten und Verwundeten war und z. B. in der britischen Militärliteratur zu den „Fifteen Decisive Battles of the World“ gezählt wird – beendete den Vormarsch der Alliierten und zeigte, dass Frankreich, anders als erwartet, militärisch durchaus handlungsfähig war. Nach Valmy gingen die Franzosen in Belgien erneut zum Angriff über. In Paris hatte am 21. September der Nationalkonvent die Nationalversammlung in der Regierung abgelöst und die Monarchie abgeschafft. In den Armeen begann ein Republikanisierungs-Prozess; alte Generäle wurden abgelöst und Freiwilligeneinheiten und Nationalgarden verstärkten die Linientruppen und den republikanischen Kampfgeist.
Am 24. September näherte sich das Belagerungskorps des Herzogs von Sachsen-Teschen mit zahlreicher Artillerie der Festung Lille und lagerte in Helemm. Weil die Stärke des österreichischen Belagerungskorps zu gering war, um eine so riesige Festung zu blockieren, ließen sie auf der Westseite der Festung nur eine Kavallerieabteilung zur Beobachtung zurück. Vom 29. September bis 4. Oktober feuerten die Österreicher mit 29 Kanonen auf die Festung, das Bombardement hatte aber keine große Wirkung. Als Herzog Albert erfuhr, dass sich die Preußen unter dem Herzog von Braunschweig bereits wieder aus der Champagne zurückzogen, ließ er die Belagerung von Lille am 8. Oktober aufheben und zog sich nach Mons zurück. Französische Truppen unter General Charles-François Dumouriez siegten am 6. November 1792 in der Schlacht von Jemappes und konnten darauf die Österreichische Niederlande besetzen.
Am Oberrhein eroberte Adam-Philippe de Custine mit der Vogesenarmee die Festung Pruntrut (28. April 1792) des Fürstbistums Basel und besetzte die Hochstifte Speyer und Worms. Auch die Kurpfalz, die Festung Mainz und Frankfurt am Main (23. Oktober 1792) gerieten unter französische Kontrolle. Frankfurt wurde am 2. Dezember von Truppen des Landgrafen von Hessen-Kassel unter preußischem Oberkommando zurückerobert und die französischen Truppen wurden auf die linke Rheinseite zurückgedrängt.
Eine französische Südarmee (40.000 Mann) eroberte Savoyen und das Land wurde als Département du Mont-Blanc Frankreich einverleibt. Auch Nizza wurde annektiert (31. Januar 1793). Aus den Armeen zur Verteidigung der Republik waren bereits Ende 1792 Eroberer fremder Länder geworden.

### Feldzug von 1793
Ende 1792 hatte der französische Nationalkonvent seine Generäle angewiesen, in den eroberten Ländern die Souveränität des Volkes zu proklamieren, die Adelsprivilegien und Feudalabgaben abzuschaffen und kommunale Verwaltungen wählen zu lassen. Der britische Premierminister William Pitt der Jüngere, der in England eine revolutionsfreundliche Opposition zum politischen Gegner hatte und auf dem Kontinent durch Frankreich die „Balance of Power“ gestört sah, wurde zur treibenden Kraft einer erweiterten, gegenrevolutionären Kriegskoalition. Um einer Ausbreitung der revolutionären Ideen und dem Eroberungseifer der Armeen zu begegnen, verpflichtete er mit Subsidien und Verträgen die antifranzösischen Parteien des Kontinents für England. Am 1. Februar 1793 erklärte der französische Nationalkonvent daher England und den Niederlanden gleichzeitig den Krieg.
Am 22. März trat auch das Heilige Römische Reich dem Bündnis bei und erklärte den Reichskrieg. Kontingente für eine Reichsarmee wurden aber erst ab 1794 mit Verzögerungen bereitgestellt.
Mit der Hinrichtung von Ludwig XVI. (21. Januar 1793) kam es zur Erweiterung der Allianz durch die südeuropäischen Staaten. Außerdem blockierte die britische Flotte die französischen Küsten. Letztlich beteiligten sich nur Dänemark, das Osmanische Reich, Polen, Russland, Schweden und die Schweiz nicht am Krieg.
Innenpolitisch war die französische Regierung durch Machtkämpfe zwischen den gemäßigten und radikalen Republikanern, katastrophalen wirtschaftlichen Verhältnissen und dem gegenrevolutionären, royalistischen Aufstand der Vendée in einer äußerst kritischen Lage.

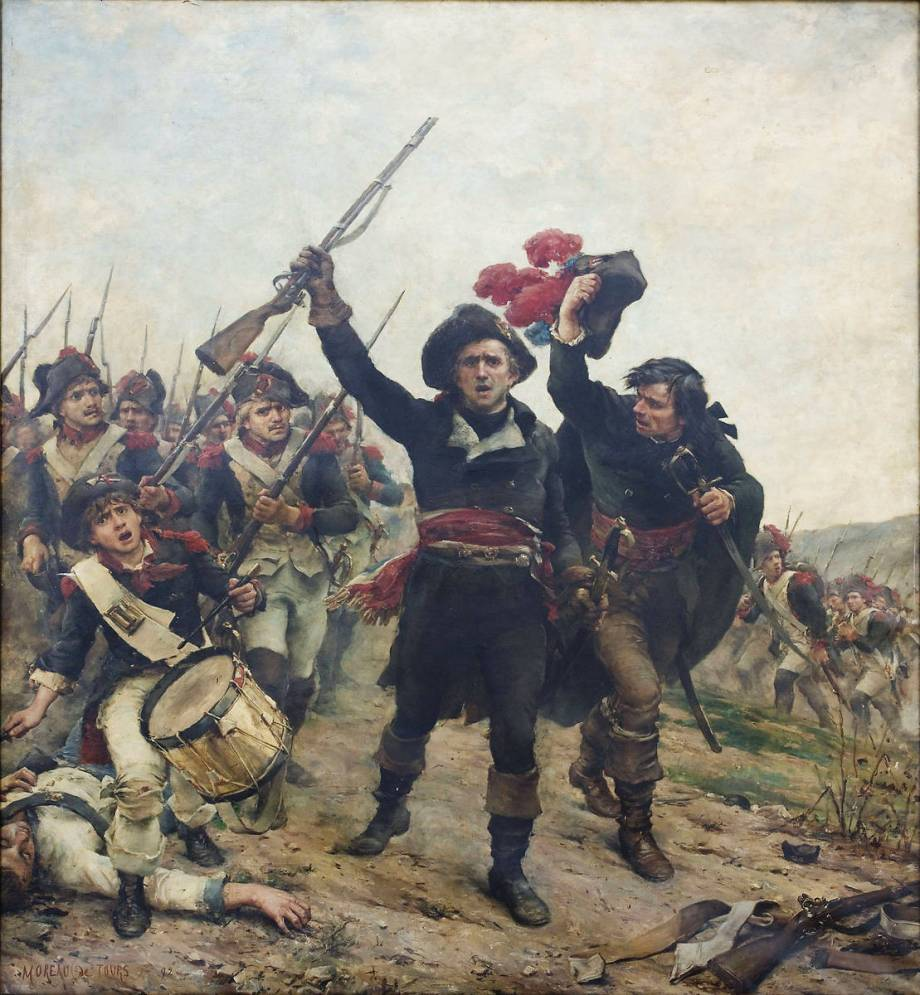
Lazare Carnot in der Schlacht bei Wattignies

General Dumouriez ließ bei Maastricht eine Teilarmee von 46.500 Mann zurück und griff die Niederlande an. Allerdings wurde er unter anderem bei Neerwinden am 18. März 1793 durch die Österreicher unter Friedrich Josias von Sachsen-Coburg-Saalfeld geschlagen. Einer drohenden Anklage und Verurteilung durch ein Revolutionstribunal entzog sich Dumouriez mit Flucht und dem Übertritt auf die österreichische Seite. Seine Armee kehrte über die Grenze zurück. Josias von Sachsen-Coburg setzte nicht nach, sondern wartete, bis englische und niederländische Truppen herankamen. Allerdings vertrieb er die Franzosen aus der Gegend von Conde. Er nahm diese Stadt sowie die Festungen Valenciennes und Le Quesnoy. Es drohte Frankreich eine zweite Invasion von Truppen unter österreichischem Kommando.
In der neuen Pariser Regierung hatte Lazare Carnot die Verantwortung für Militärangelegenheiten übernommen und mit der Levée en masse, der Volksbewaffnung zu einer Bürgerarmee voller Patriotismus, und der Offiziersauswahl aus den Mannschaften das französische Militär revolutioniert. Die aus dem amerikanischen Unabhängigkeitskampf übernommene Zuweisung größerer Selbständigkeit an die Kommandeure und die Taktik der „vorausgeschickten Schützen in aufgelöster Linie,“ der Tirailleure, zeigten erste Erfolge gegen die Söldnertruppen der Koalition. „[…] Eine solche Wut und Bravour, wie der Feind sie hat, ist mir und den ältesten Offizieren nicht vorgekommen. Sie scheuen keinen Widerstand […]“ schrieb ein preußischer General 1794.
Eine 118.000 Mann starke Koalitionsarmee unter dem Oberbefehl des Herzog von York und dem Prinzen von Sachsen-Coburg marschierte im Sommer 1793 entlang der Grenze der Österreichischen Niederlande auf. Die Belagerung von Condé endete am 12. Juli, während die Belagerung von Valenciennes am 28. Juli erfolgreich abgeschlossen war.
Die englisch-niederländischen Koalitionstruppen unter Wilhelm von Freytag erlitten am 8. September 1793 in der Schlacht bei Hondschoote eine schwere Niederlage gegen die Franzosen unter Houchard. Daraufhin mussten die Alliierten die Belagerung von Dünkirchen aufgeben. Am 13. September wurde die Belagerung von Le Quesnoy beendet, am gleichen Tag schlug Houchard die Holländer unter dem Fürsten von Oranien in der Schlacht bei Menin, wurde dann aber selbst am 15. September bei Courtrai durch den österreichischen Feldmarschallleutnant de Beaulieu geschlagen. Am 22. September wurde General Jourdan zum neuen Oberbefehlshaber der 104.000 Mann starken französischen Nordarmee ernannt. Die verbündeten Österreicher und Niederländer unter dem Herzog von Sachsen-Coburg begannen am 30. September die Belagerung der Festung Maubeuge. Die über Avesnes und Landrecies zum Entsatz herbeieilende Armee Jourdan besiegte die Österreicher am 15. und 16. Oktober in der Schlacht bei Wattignies, hob die Belagerung von Maubeuge auf und konnte die Österreichischen Niederlande zurückgewinnen.
Die Verbündeten belagerten Mainz von April bis Juli 1793; die Franzosen kapitulierten, nachdem ihnen freies Geleit zugesichert worden war. Der Herzog von Braunschweig siegte am 14. September in der Schlacht bei Pirmasens sowie im November in der Schlacht bei Kaiserslautern. Auf beiden Seiten gab es Unstimmigkeiten zwischen den Befehlshabern. Bei den Alliierten kam es zum Streit zwischen dem Herzog von Braunschweig und dem österreichischen Befehlshaber Dagobert Sigmund von Wurmser. Auf französischer Seite stritten Lazare Hoche und Jean-Charles Pichegru über die Vorgehensweise. Der gebürtige Straßburger Wurmser, der eigenmächtig ins Elsass vorgedrungen war, wurde bei Weissenburg am 26. Dezember von Truppen der Moselarmee unter Divisionsgeneral Hoche geschlagen, der damit auch die Blockade der französischen Festung Landau aufhob. Die Österreicher zogen sich daraufhin auf die rechte Rheinseite und die Preußen bis an den Niederrhein zurück. Die französische Rhein-Mosel-Armee unter dem Oberkommando von Pichegru konnte die linke, pfälzische Rheinseite bis südlich der noch von kaiserlichen Truppen gehaltenen Festung Mainz kontrollieren.
An der spanischen Grenze kam es zu mehreren wenig entscheidenden Gefechten, die meist zu Gunsten der Spanier ausgingen. Auf dem italienischen Kriegsschauplatz marschierten die Alliierten in Savoyen ein, zogen sich aber bald wieder zurück. Gegner der jakobinischen Regierung hatten am 29. August der englischen Flotte den Militärhafen Toulon geöffnet. Französische Regierungstruppen belagerten ab dem 18. September Toulon, das am 18. Dezember kapitulierte. Der damals 24-jährige Artillerieoffizier Napoleon Bonaparte zeigte hier erstmals seine besondere militärische Qualifikation.

### Feldzug von 1794
Durch die Einführung der Wehrpflicht („Levée en masse“) konnte die französische Truppenstärke deutlich erhöht werden. Sie betrug im Juni 1794 730.000 Mann. Eine französische Quelle führt 670.000 auf und charakterisiert die Situation mit: „genug Soldaten – zu wenig gute Offiziere“. Auch sollen die französischen Heere deutlich weniger Kavallerie als die Koalition gehabt haben. Die Truppen standen in den Ardennen (40.000), in den Alpen, im Piemont und an den Pyrenäen (100.000), an der Westküste (80.000), an der Nordgrenze (250.000) und zwischen Mosel und Oberrhein (200.000). Die Mosel-Armee unter General Jourdan deckte die Grenze zwischen der Saar und Mosel, die Sambre-Armee unter General Charbonnier sicherte zwischen den Festungen Namur und Charlemont und die Nordarmee unter Pichegru stand zwischen Givet und Dünkirchen.
Die Koalition versammelte ihre Hauptmacht in den Österreichischen Niederlanden. Dort verfügten die Österreicher über etwa 200.000 Mann, die Engländer über 26.000 und weitere Verbündete über 32.000 Mann. Entlang des Oberrheins von Mannheim bis Basel standen 62.400 Preußen, dazu Österreicher und die kleine französische Emigrantenarmee des Prinzen Condé. Hier wie an den Kriegsschauplätzen in Nordspanien, Savoyen und im Piemont waren die Alliierten den Franzosen an Mannschaftsstärke weit unterlegen. Dafür hielten sie mehrere Festungen am Rhein, bzw. links des Rheins. Luxemburg mit 25.000 und Mainz mit 60.000 waren die wohl am stärksten besetzten Plätze.
Kaiser Franz II. war zur Eröffnung des neuen Feldzuges persönlich am 9. April in Brüssel eingetroffen (begleitet von Erzherzog Karl) und reiste am 14. in das Hauptquartier des Prinzen von Sachsen-Coburg nach Valenciennes ab. Prinz Coburg begann am 17. April die Belagerung der Festung Landrecies mit einer Armee von 75.000 Mann; die Franzosen unter General Henri Victor Roulland kapitulierten am 30. April. In der Schlacht bei Tourcoing (17. und 18. Mai) wurde der isolierte englische Flügel des Herzog von York von den Franzosen unter General Pichegru geschlagen. Die nachrückenden Franzosen wollten die Verbündeten aus den befestigten Stellungen bei Tournai vertreiben, wurden aber in der Schlacht bei Tournai (22. Mai) geschlagen. Eine französische Armee unter Jean-Baptiste Jourdan marschierte von der Mosel aus zur Hilfe heran. Als die Franzosen die Stadt Charleroi belagerten, rückte Coburg mit 46.000 Mann zum Entsatz heran. Die Österreicher erlitten am 26. Juni bei Fleurus eine schwere Niederlage, mit der die Revolutionstruppen die Wende einleiteten. Die Österreicher mussten darauf die Niederlande endgültig aufgeben. Der Oberbefehlshaber Prinz Coburg wurde am 28. August durch Graf Clerfait abgelöst, der seine Truppen Mitte September über die Maaslinie auf die Rur zurücknehmen musste. Er stellte sich nochmals erfolglos bei Jülich und musste das linke Rheinufer räumen. Kurköln wurde am 6. Oktober und Bonn am 10. Oktober französisch besetzt. Die kurkölnische Regierung flüchtete ins Vest Recklinghausen. Pichegrus Armee eroberte derweil die ganzen Niederlande. Dort wurde am 26. Januar 1795 die Batavische Republik ausgerufen. Diese schloss am 16. Mai 1795 Frieden mit Frankreich.
Die französische Rhein-Armee unter Claude Ignace François Michaud war etwa 36.000 Mann stark. An der Mosel stand eine weitere Armee mit 30.000 Mann unter Jean-Victor Moreau. Am mittleren Rhein – bei Mainz und Trier – sicherte die preußisch-sächsische Armee unter General Wichard von Möllendorff mit etwa 55.000 Mann. Die österreichische Armee am Oberrhein unter Wurmser bereitete einen Einfall in das Elsaß vor, ein österreichisches Korps unter Benjakowski (9000 Mann) verstärkte das preußische Korps Hohenlohe bei Mainz auf 18.000 Mann. Obwohl die Preußen im Mai und September 1794 zweimal bei Kaiserslautern siegten, zogen sie sich über den Rhein zurück und überließen die Pfalz den Franzosen. Die Koalition geriet in eine Krise, als Preußen drohte, die meisten Soldaten an die polnische Grenze zu verlegen. Es kündigte am 25. Oktober den Vertrag von Den Haag, in dem sich Großbritannien und die Niederlande am 19. April 1794 verpflichtet hatten, Preußen mit Subsidien zu unterstützen. Preußen befand damit die Sicherung der eigenen Interessen bei der letzten polnischen Teilung wichtiger als den Krieg im Westen.
Im Januar 1794 wurde General Dugommier zum Oberbefehlshaber der Armée des Pyrénées orientales ernannt. Am 30. April schlug er die Spanier unter General Union in der Schlacht von Boulou und am 13. August nochmalig bei San-Lorenzo de la Muga. Am 17. September glückte Dugommier die Rückeroberung des Fort de Bellegarde, am 18. November fiel er während der Schlacht am Schwarzen Berg (frz. Bataille de la Sierra Negra). General Schérer wurde sein Nachfolger.

### Feldzug von 1795

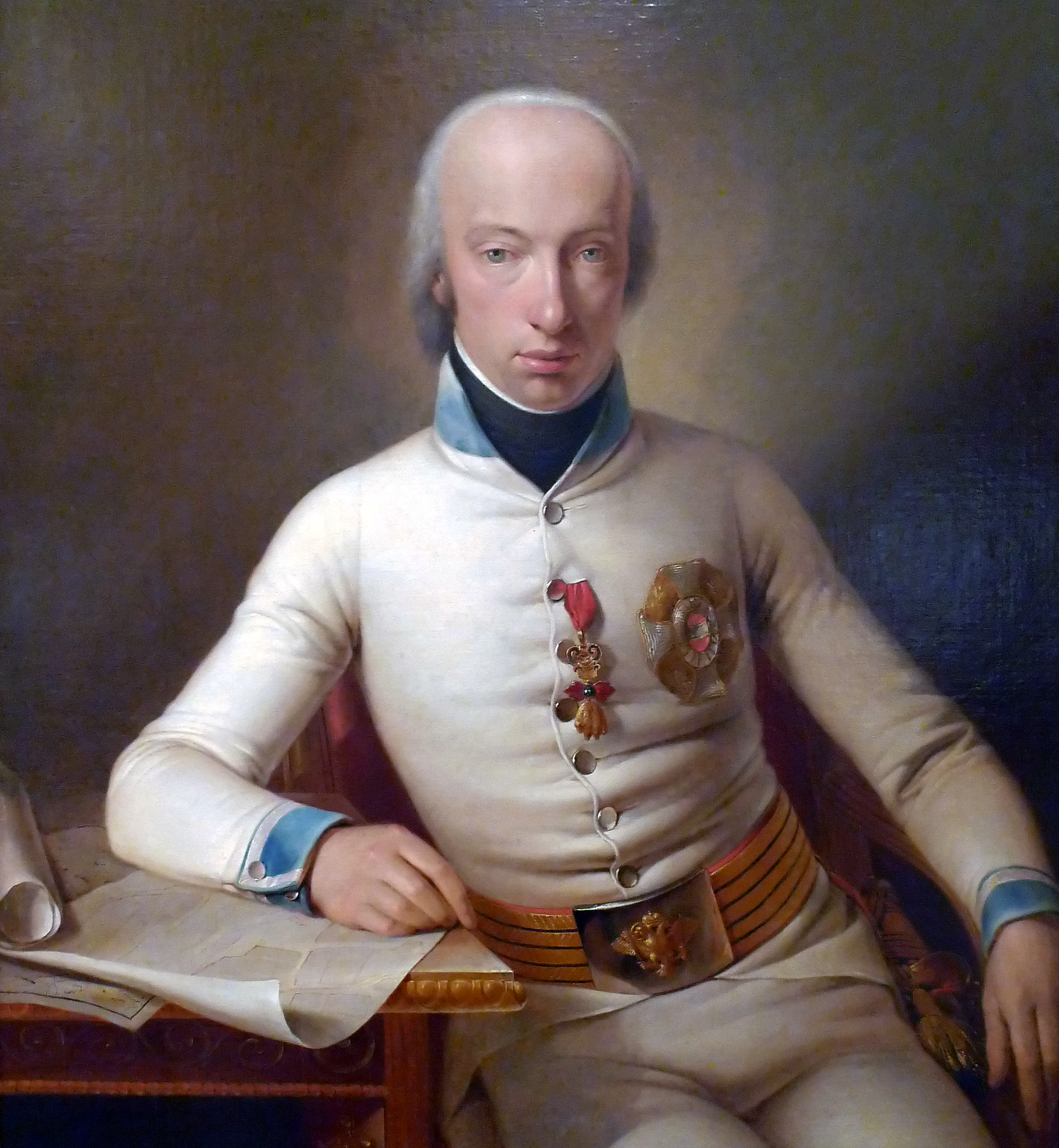
Karl von Österreich-Teschen

In Frankreich wurde die Schreckensherrschaft im Juli 1794 beendet, ein neu gewähltes Direktorium kam an die Macht. Die neue Regierung setzte den Krieg gegen Großbritannien, Österreich und das Reich fort. Mit dem Frieden von Basel vom 5. April 1795 schied Preußen aus dem Krieg aus. Am 17. Mai folgten im Vertrag von Basel die meisten anderen deutschen Staaten aus Nord- und Mitteldeutschland. Preußen verzichtete dabei faktisch auf seine linksrheinischen Besitzungen. Dafür erhielt es die Zustimmung Frankreichs zur Neutralisierung des nördlichen Deutschland, das damit unter preußische Vorherrschaft geriet. Für die Gebietsverluste sollte Preußen territorial entschädigt werden.
In Italien standen den Franzosen 40.000 Österreicher unter Feldzeugmeister De Vins und die verbündete sardinische Armee unter Feldmarschall-Leutnant Colli gegenüber. Die französische Italienarmee unter General Schérer zählte 36.000 Mann, die einige Erfolge erzielen konnte. Die französische Alpenarmee (35.000 Mann) unter General Kellermann besetzte den Kleinen St. Bernhard-Pass. Im Juni 1795 versuchte De Vins und die Piemontesen mit 42 000 Mann an der Riviera vorzugehen um Genua zu bedrohen, wegen Meinungsverschiedenheiten mit General Colli kam es zu keinen entscheidenden Erfolgen. Darauf ergriffen die Franzosen die Gegenoffensive. Die Österreicher unter dem neuen Befehlshaber Feldmarschall-Leutnant Wallis wurden am 23. November bei Loano, die Sarden am 27. November bei Garessio geschlagen. Die Verbündeten mussten einerseits hinter die Bormida auf Dego, andererseits auf Ceva zurückweichen.
Spanien schied im Juli 1795 aus der Koalition aus. Frankreich zog seine Truppen aus den besetzten spanischen Gebieten ab und gewann Santo Domingo und den spanischen Teil Haitis.
Durch den Basler Frieden hatte Frankreich nunmehr die Möglichkeit, Österreich sowohl in Deutschland wie auch in Italien anzugreifen. Die Franzosen blockierten Luxemburg, das am 6. Juni kapitulierte. Feldmarschall Blasius Kolumban von Bender, der Kommandant der Festung Luxemburg, hatte zuvor am 1. Juni die Kapitulationsartikel vorgeschlagen.
Die Armee Jourdans konzentrierte über 70.000 Mann am Rhein von Koblenz bis zur Grenze zu den Niederlanden. Die Armee unter Pichegru stand mit 56.000 Mann im Gebiet von Koblenz bis Basel. Die Österreicher hielten sich noch unter Wurmser mit etwa 40.000 Mann am Oberrhein. Weitere 60.000 Mann unter Clerfait standen südlich der Festung Mainz und versuchten die Rückgewinnung der Pfalz. Die verbündeten Reichstruppen standen nördlich zwischen Mainz und dem Niederrhein und sollten vor allem den Raum Mainz decken.

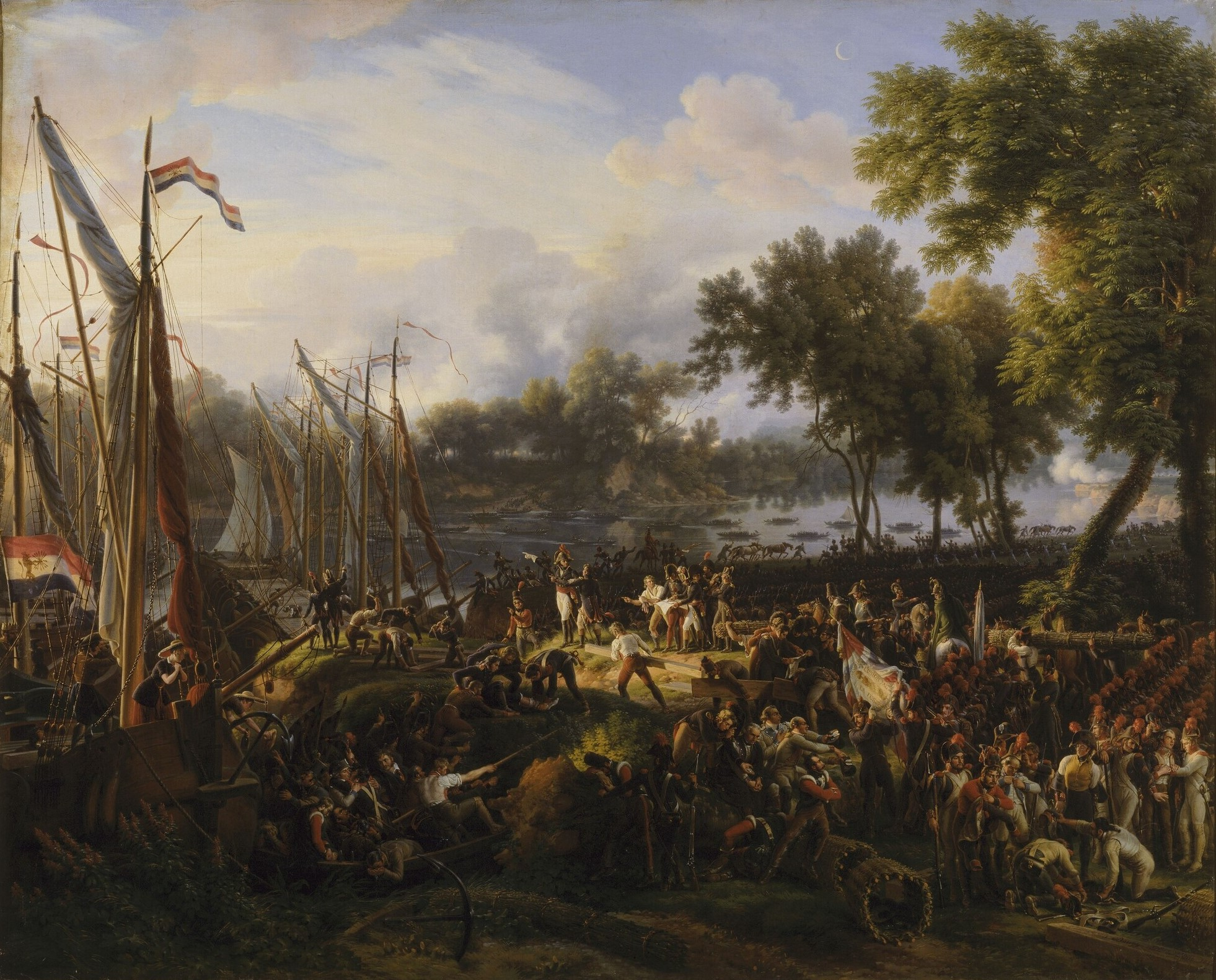
Louis-François Lejeune: Der Rheinübergang der Französischen Armee bei Düsseldorf am 6. September 1795, Historiengemälde von 1824 im Schloss Versailles

Die Österreicher zogen ihre Truppen bei Schwetzingen für eine neue Offensive zusammen. Außerdem postierten sie 34.000 Mann zwischen Lahn und Wupper. Auf der anderen Seite bereiteten sich die Franzosen auf den Übergang über den Rhein vor. Jean-Baptiste Kléber überquerte am 6. September bei Düsseldorf den Fluss und drang im Rheintal vorwärts. Die Österreicher wurden über die Wupper und Sieg zurückgedrängt. Am 15. September wurde Neuwied besetzt. Daraufhin setzte auch der andere französische Flügel über den Rhein. Mainz wurde von französischen Truppen unter General Schaal eingeschlossen.
Pichegru überschritt bei Mannheim den Rhein. Er wurde aber in der Schlacht bei Handschuhsheim am 24. September geschlagen und musste sich nach Mannheim zurückziehen. Wurmser rückte an den Neckar vor. Clerfait ging am 10./11. Oktober über den Main und rückte bis Nidda vor. Daraufhin musste Jourdan sich von Mainz zurückziehen und schließlich über den Rhein gehen. Wurmser schlug Pichegru am 18. Oktober bei Mannheim und schloss dessen Truppen ein. Clerfait besiegte am 29. Oktober die Belagerungstruppen von Mainz auf dem linken Ufer und drängte sie hinter die Nahe bis in den Hunsrück zurück. Bis in den Dezember dauerten die Kämpfe an der unteren Nahe und den Hunsrückhöhen. Weil General Jourdan Einheiten aus Koblenz zur Verstärkung schickte, gelang es den Österreichern nicht, die Verbindung zwischen der Rhein- und Mosel-Armee in der Pfalz und der Sambre- und Maas-Armee zu unterbrechen. Die Franzosen dagegen – unzureichend ausgerüstet, unterversorgt und von massiver Desertation geschwächt – konnten die Festung Mainz nicht zurückerobern, um damit die Bedrohung ihrer linksrheinischen Eroberungen aufzuheben. General Jourdan zweifelte am Durchhaltevermögen seiner Truppen in einer winterlichen, mehrfach ausgeplünderten Region und plante eine Rückverlegung zum Niederrhein.
Die sich an der Kampflinie gegenüberstehenden General Marceau und Feldzeugmeister Kray verständigten sich am 19. Dezember auf eine Waffenruhe.

### Bürgerkrieg in der Vendée

General Lazare Hoche

Nach der Unterdrückung der royalistischen Aufstände in der Vendée (Ende 1793) beschränkte sich 1794 der republikfeindliche Kern hauptsächlich auf Straßenräuberei und kriminellen Guerillakrieg, der als Chouannerie bezeichnet wurde.
Im Februar 1795 unterzeichneten wichtige Führer der Vendée den Vertrag von La Jaunaye. Weniger kompromissbereit waren die Chouans, die im darauffolgenden April nach heftigen internen Streitigkeiten in La Mabilais einen Friedensvertrag vereinbarten. Von republikanischer Seite erwartete man keine Vertragstreue und verstärkte den militärischen Druck auf die Aufständischen, aber versuchte die Bevölkerung mit Konzilianz für den republikanischen Staat zu gewinnen.
Im Juni 1795 kam es zur lange erwarteten Ankunft royalistischer Truppen und englischer Hilfsgüter in der Bucht der Halbinsel Quiberon bei Carnac. Angelockt von Versprechen auf Geld, Waffen und Lebensmittel und der Ankunft des königlichen Prinzen und zukünftigen Königs, Comte d’Artois, zur Wiederherstellung der Monarchie, sollen sich trotz Friedensvereinbarungen mehrere Tausend Chouans im Département Morbihan gesammelt haben.
Mangelhafte Planung und Abstimmung untereinander verursachten chaotische Zustände an den Landungsplätzen. Vom Oberkommandierenden der republikanischen Armeen des Westens, General Lazare Hoche auf der Halbinsel eingeschlossen, wurden sie bis Ende Juli geschlagen, entwaffnet und exekutiert. Im Sommer 1796 wurde auch der Druck auf die Chouans stärker. General Hoche bildete kleine, bewegliche Einheiten, die mit dem Aufspüren und Zerschlagen der Chouantrupps die Häuptlinge zur Aufgabe zwangen.

### Feldzug von 1796
Mit dem offiziellen Waffenstillstand vom 1. Januar 1796 waren die beiden französischen Revolutionsarmeen, die Sambre-Maas-Armee unter General Jourdan, ca. 76.000 Mann stark, und die Rhein-Mosel-Armee mit ca. 77.000 Mann, geführt von General Moreau, durch die Hauptstreitmacht der Reichsarmee getrennt. Im Februar 1796 wurde Erzherzog Karl zum Reichsfeldmarschall ernannt und übernahm als Nachfolger des Grafen Clerfait den Oberbefehl über sämtliche Reichstruppen an der Rheinfront. Er besetzte mit dem Hauptteil (ca. 69.000 Mann) der Reichsarmee die Pfalz von Karlsruhe, in einem Bogen über Kaiserslautern, das Nahetal, den Hunsrückkamm bis an den oberen Mittelrhein einen großen Teil linksrheinischen Gebietes.
Nördlich und südlich dieser Position blieben die Österreicher rechtsrheinisch. Der linke, südliche Flügel wurde von Wurmser kommandiert. Seine Truppen (ca. 82.000 Mann) waren von Hüningen bei Weil am Rhein über Philippsburg und Mannheim bis Kaiserslautern aufgestellt und besaßen zwischen Basel und Philippsburg keine befestigten Stellungen. Jedoch war die Situation an der rechten, nördlichen Flanke noch schwieriger. Hier war zwar die Festung Ehrenbreitstein im Besitz der Österreicher, jedoch ermöglichte die im Frieden von Basel festgelegte Demarkationslinie entlang der Agger und der Sieg, dass Jourdan bereits mit einem Fuß auf dem rechten Rheinufer stand und mit Düsseldorf einen Brückenkopf besaß. Der österreichische Flügel, nur ca. 23.000 Mann stark, unter dem Prinzen von Württemberg, wurde am östlichen Ufer des Rheins zwischen Neuwied (am Rhein) und dem ca. 35 km weiter nördlich gelegenen Altenkirchen gespannt. Vorgelagert eine Linie von Vorposten entlang der Sieg, welche gegenüber Bonn in den Rhein mündet.

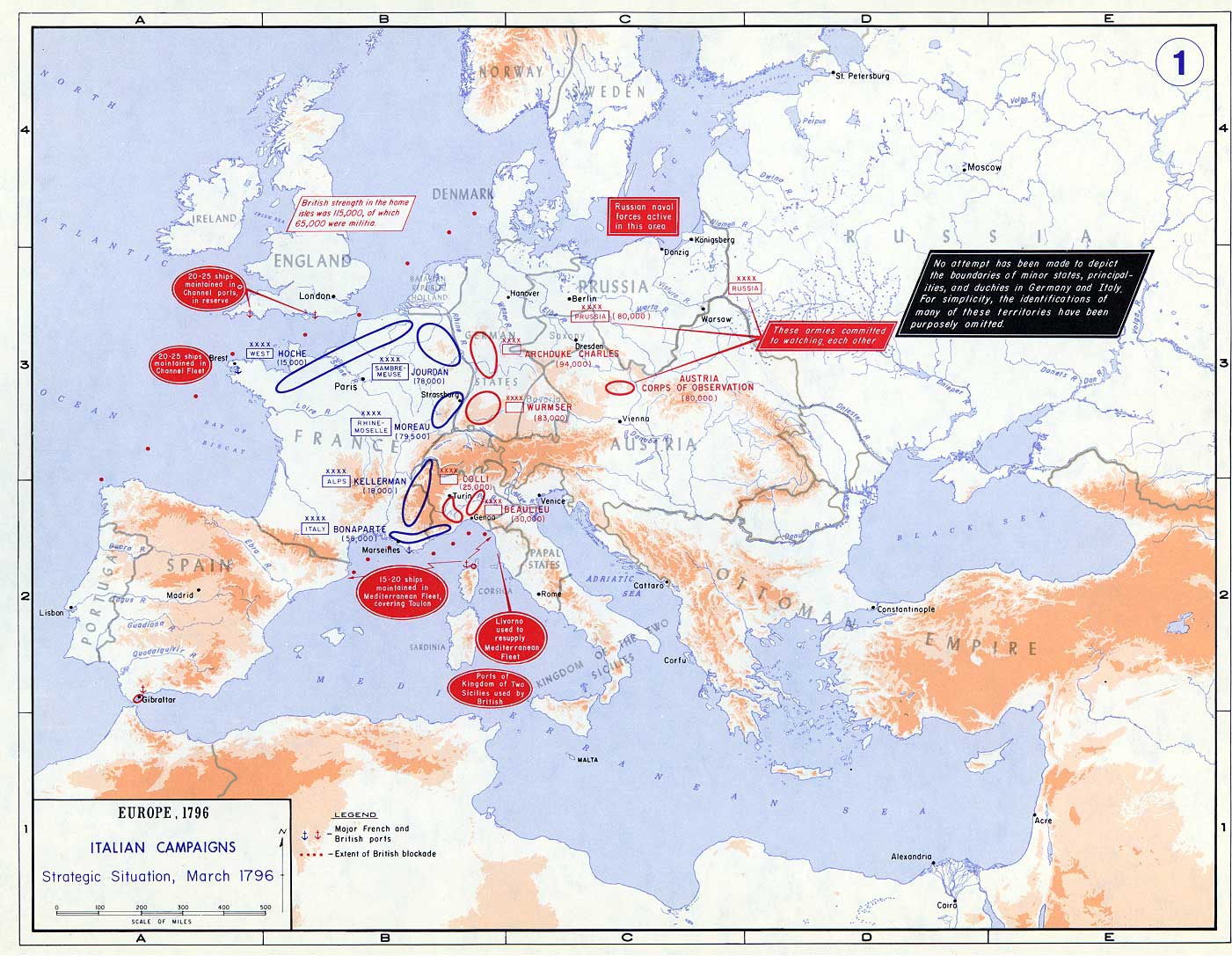
Einsatzräume der vier Revolutionsarmeen und der Koalitionstruppen 1796

Bereits im März hatte das Direktorium seine oberkommandierenden Generäle angewiesen, die Armeen auf einen neuen Feldzug vorzubereiten, denn man erwartete von Österreich einen vorzeitigen Bruch des Waffenstillstandsvertrages. Die Generäle Jourdan und Moreau erklärten dagegen – ohne Erfolg – wegen fehlender Ausrüstung zu keinen Kampfhandlungen in der Lage zu sein.
Frankreich hatte in diesen Jahren praktisch keine Mittel, um seine Truppen in den bisher eroberten linksrheinischen Gebieten zu unterhalten. Der von Carnot erstellte Feldzugplan hatte daher als vordringlichstes Ziel „die Armeen im Feindesland zu ernähren, die Reichsfürsten vom Kaiser zu trennen und die Erbstaaten (gemeint die Erblande des Hauses Österreich) zu bedrohen.“ Die Erwartungen des Direktoriums auf wirtschaftlichen Erfolg des Feldzugs waren in den spezifizierten Vorgaben an die Kommandeure enthalten: Höchstmögliche Kontributionszahlungen in bar für die Republik, Wertgegenstände und Kunstschätze – z. B. in Frankfurt am Main u. a. die Goldene Bulle, Kultgegenstände der Kaiserkrönungszeremonien, Gemälde italienischer Meister aus dem Dom, Naturalabgaben und Dienstleistungen für die Truppen vor Ort usw.
Das Waffenstillstandsabkommen gab vor, dass zwischen dessen Kündigung und Beginn der Feindseligkeiten eine Frist von 10 Tagen vorgesehen war. Entgegen dem Rat von Erzherzog Karl und General Wurmser hatte man in Wien die Vorstellung, man könne die Franzosen über die Mosel verdrängen, sich der Festung Landau und des Elsass bemächtigen und bereits im Winter Straßburg belagern. Am 21. Mai kündigte Österreich den Waffenstillstand auf und setzte den Beginn der Feindseligkeiten auf den 1. Juni fest.

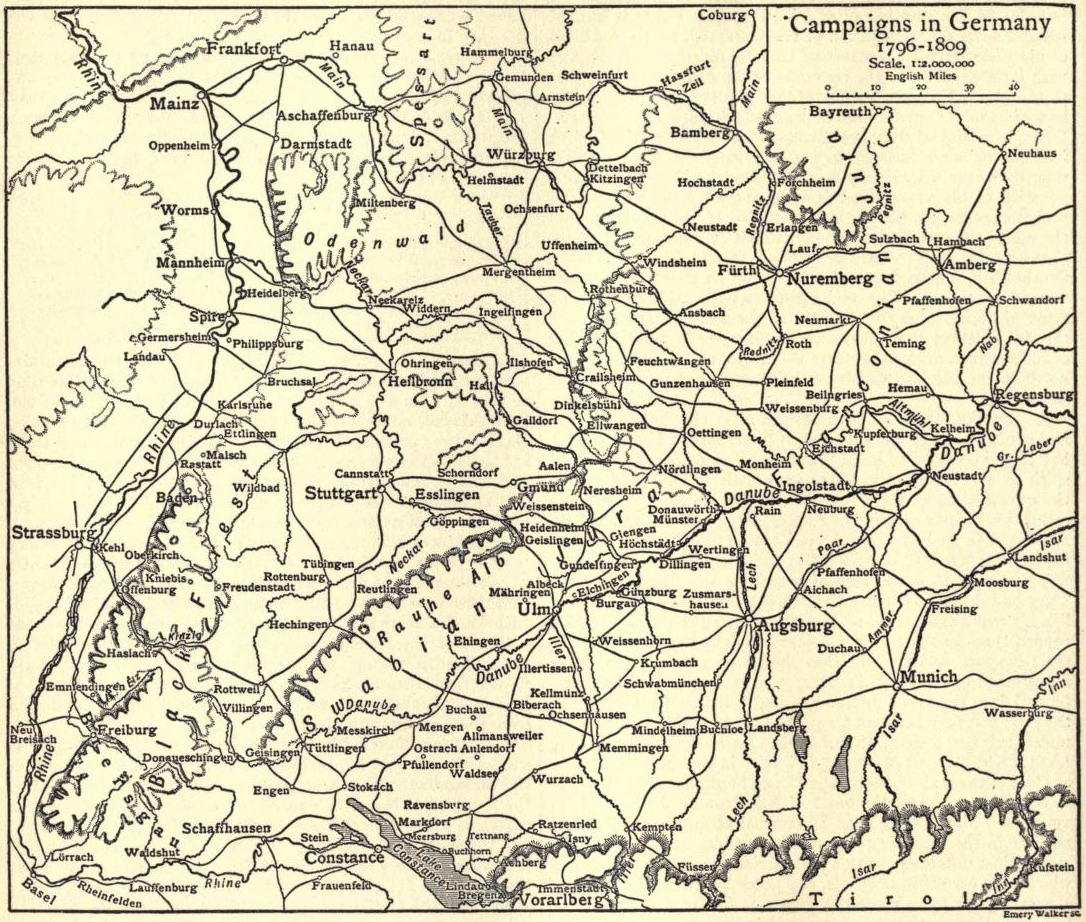
Der Kriegsschauplatz in Süddeutschland

Auf Befehl von Jourdan überquerte General Kléber am 31. Mai mit zwei Divisionen den Rhein, marschierte in Richtung Sieg, wo es zu einem ersten Treffen kam. Hiernach nahm er Altenkirchen ein und schloss die Festung Ehrenbreitstein ein. Jourdans Befehl lautete: „kein anderes Gebiet als das des Königs von Preußen und des Landgrafen von Hessens zu respektieren, überall starke Kriegssteuern in bar zu erheben, auf Kosten des Landes zu leben, aber Quittungen zu geben, genaueste Manneszucht zu erhalten, die Einwohner zu schützen die ihre Kriegssteuern richtig zahlen, aber Städte und Dörfer verbrennen, die sich widersetzen und die Waffen ergreifen.“ Mit der Hauptarmee setzte Jourdan bei Neuwied ebenfalls auf das rechte Rheinufer über. Weil die Österreicher 25.000 Mann für den Krieg in Italien abgeben mussten, verhielten sich ihre Generäle relativ defensiv. Dennoch siegte Erzherzog Karl am 15. Juni in der Schlacht bei Wetzlar über Jourdan. Dieser ging mit dem Großteil seiner Truppen auf das linke Rheinufer zurück, denn er hatte als Minimalziel erreicht, die Hauptmacht der Österreicher auf sich zu lenken und damit der Rhein- und Mosel-Armee den Rheinübergang südlich von Mannheim zu ermöglichen. Kléber musste die Einschließung von Ehrenbreitstein aufgeben und ließ sich, gegen die ausdrückliche Anweisung Jourdans, auf dem Rückzug am 19. Juni noch auf ein überflüssiges, verlustreiches Gefecht bei Kircheib mit den Österreichern ein. Am 21. Juni zog er sich in das verschanzte Lager von Düsseldorf zurück.
Der Befehl über die österreichische Armee am Oberrhein ging von Wurmser auf Maximilian Baillet von Latour über. Auf diesem Kriegsschauplatz ging Moreau am 24. Juni wieder auf die rechte Rheinseite über und war zunächst erfolgreich. Erzherzog Karl kam den bedrängten Truppen mit 60.000 Mann zu Hilfe, blieb aber erfolglos und musste sich nach Mannheim zurückziehen.
Auch am Niederrhein gingen die Sambre- und Maas-Armee wieder in die Offensive und gelangte bis zum August tief nach Franken hinein (sog. Franzoseneinfall), ohne mit einer entscheidenden, großen Schlacht die Österreicher zu besiegen. Erzherzog Karl konnte noch Siege wie in der Schlacht bei Malsch (9. Juli 1796) verbuchen, musste aber vorläufig bis Niederbayern zurückweichen.
Der Abschluss von Separatfrieden durch Württemberg (7. August 1796), Baden (22. August 1796) und der Austritt von Bayern aus der Koalition (Waffenstillstand von Pfaffenhofen, 7. September 1796) schwächten die österreichische Stellung.
Erzherzog Karl griff Moreau dennoch erfolgreich am 11. August bei Neresheim an. Am 22. August schlug er eine französische Division unter General Bernadotte bei Deining. Am 24. August besiegte er Jourdan in der Schlacht bei Amberg, am 1. und 3. September in der Schlacht von Würzburg und befreite am 8. September Frankfurt. Nach der Schlacht bei Limburg am 16. September musste Jourdan sich letztlich verlustreich über den Rhein zurückziehen und übergab den Oberbefehl über die Sambre-und-Maas-Armee an General Beurnonville. Auch Moreau war mit seiner Rhein-Mosel-Armee zurückgewichen. Er wurde von den vereinten Truppen des Erzherzogs und Latours am 24. Oktober bei Schliengen geschlagen und musste ebenfalls über den Rhein zurückweichen.
Das für Frankreich unbefriedigende Ergebnis der 1796er Kampagne in Deutschland hatte mehrere Ursachen. Die ursprünglich von Carnot entwickelte Strategie zweier getrennt, weitgehend selbständig operierender Armeen, die sich tief (geplant war Regensburg) in Süddeutschland zu einem gemeinsamen Schlag gegen die österreichische Hauptmacht vereinigen sollten, erwies sich als undurchführbar: Die österreichische Armee stellte sich nicht einer großen, entscheidenden Schlacht, sondern zwang, sich zurückziehend, die Franzosen, zu einer breit gefächerten Ausbreitung ihrer Truppen, deren Versorgung und Kommunikation untereinander immer schwieriger wurde. Das mit dem Verlauf des Feldzugs unzufriedene Direktorium tat nichts zur Unterstützung, schrieb aber den Generälen ihre Bewegungen vor, forderte schnellere Manöver und verwies wiederholt auf das Beispiel eines erfolgreicheren Vorgehens des Generals Bonaparte in Oberitalien.
Die österreichische Seite hatte mit dem oberkommandierenden Erzherzog Karl den Vorzug einer einzigen, von Wien weitgehend an den Kampfstätten unbehelligten Befehlsgewalt. So konnten die Franzosen wieder auf das linke Rheinufer zurückgedrängt werden, wo sie vorerst ein armseliges Etappenleben erwartete.

### Feldzug 1796/97

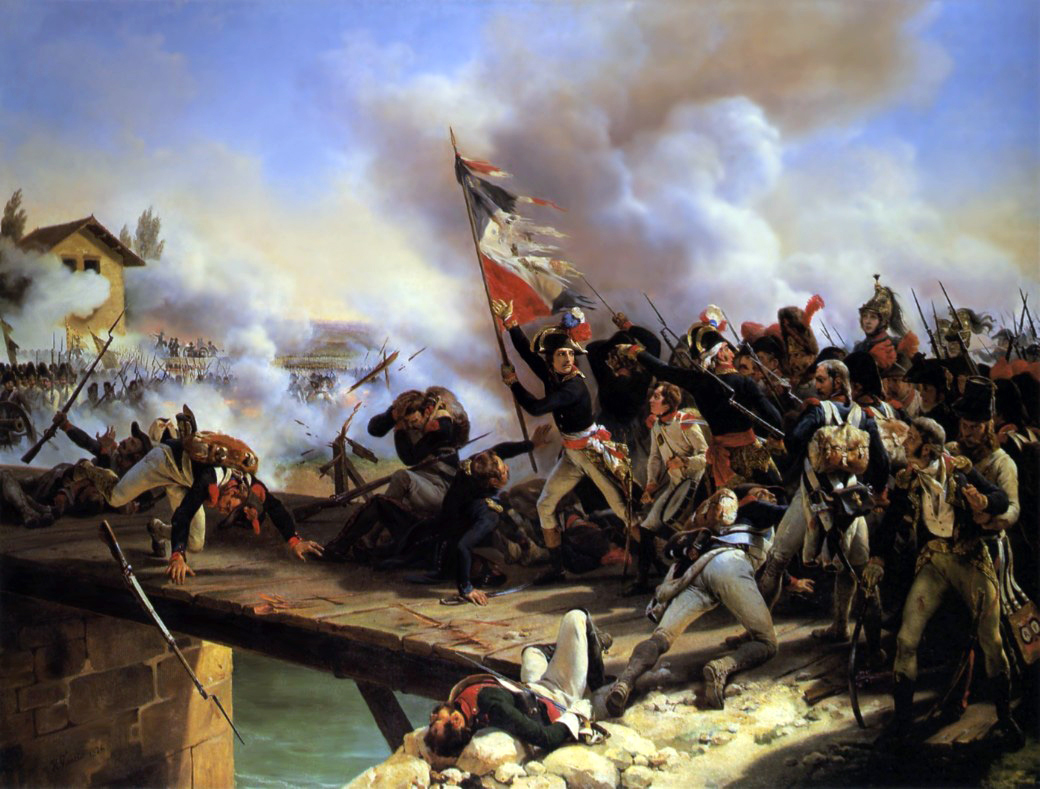
Napoleon im Kampf um die Brücke von Arcole

Napoleon Bonaparte wurde zum neuen Oberbefehlshaber der französischen Italienarmee (Armée d’Italie) ernannt und traf am 27. März 1796 in Nizza ein. Er fand die französischen Truppen in einem erbärmlichen Zustand. Von der veranschlagten Truppenstärke von 106.000 Mann waren nur etwa 31.000 verfügbar, die zudem schlecht bewaffnet und unterernährt waren. Das österreichische Heer in Oberitalien hatte Feldzeugmeister Beaulieu übernommen und zählte etwa 42 Bataillone und 44 Schwadronen, während die verbündeten sardischen Truppen etwa 30.000 Mann zählten; die Gesamtstärke belief sich auf rund 80.000 Mann und 200 Geschütze.
Bonapartes Truppen zwangen das Sardinien-Piemont nach der Schlacht bei Mondovi (22. April) zum Frieden. Danach besiegte er die Österreicher am 10. Mai in der Schlacht von Lodi und marschierte am 16. Mai in Mailand ein. Die Österreicher gingen über den Mincio zurück und warfen sich in die Festung Mantua. Die Franzosen unterwarfen ganz Norditalien, Bonaparte schloss Frieden mit dem Königreich Neapel. Die Belagerung von Mantua wurde von den Franzosen aufgenommen, die Festung etwa sechs Monate blockiert. Ende Juni 1796 wurde Feldmarschall Wurmser mit dem Oberbefehl des österreichischen Heeres in Italien betraut, er zwang vom 29. Juli bis 12. August die Franzosen, die Belagerung von Mantua kurzfristig aufzuheben, musste sich aber am 13. September nach der am 5. August erfolgten Niederlage bei Castiglione – mit den Trümmern seines Heers wieder in die Festung werfen. Die Österreicher versuchten noch dreimal mit neuen Truppen unter Alvinczy die Festung zu entsetzen. Die den Österreichern zuerst entgegengeworfenen französischen Truppen wurden am 12. November bei Caldiero durch die österreichische Avantgarde unter dem Fürsten von Hohenzollern-Hechingen zurückgeworfen. Bonaparte verhinderte die Freikämpfung Mantuas durch weitere große Siege bei Arcole (15. bis 17. November) und Rivoli. Nach der Kapitulation von Mantua (3. Februar 1797) schloss Bonaparte auch Frieden mit dem Kirchenstaat (19. Februar 1797). Dann drang er ohne Rücksicht auf seine Nachschublinien in die Steiermark ein. Allerdings war an eine Vereinigung mit der französischen Rheinarmee nach deren Zurückdrängung nicht zu denken. Napoleon schloss mit Erzherzog Karl den Waffenstillstand von Judenburg (7. April 1797). Bereits am 18. April 1797 schloss Bonaparte mit der österreichischen Regierung den Präliminarfrieden von Leoben.

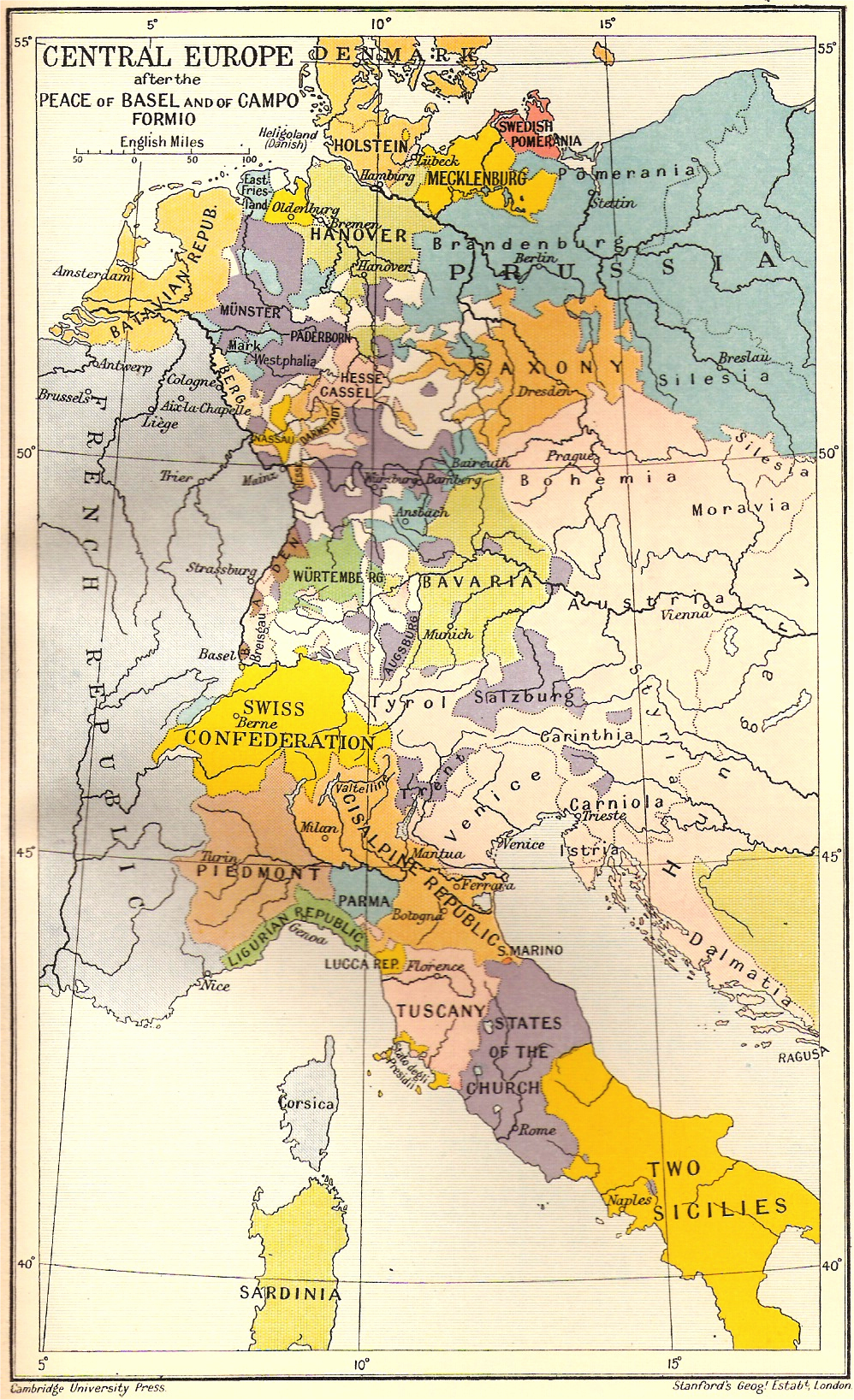
Europa nach dem Frieden von Basel und Campoformio

In deutsches, rechtsrheinisches Gebiet hatte General Hoche unterdessen mit der Sambre-und-Maas-Armee im April 1797 eine Invasion begonnen (Schlacht von Neuwied, 18. April 1797), die die Franzosen innerhalb einer Woche bis in die Wetterau und Frankfurt am Main brachte. Ziel dieses Feldzugs waren günstigere Verhandlungspositionen für die bevorstehenden Friedensverhandlungen mit dem Reich, eine Entlastung für Napoleons Operationen im Süden und, möglicherweise auch Hoches Ehrgeiz, dem General Bonaparte einen Sieg über die Österreicher nicht alleine zu überlassen. Mit dem Waffenstillstand im Zusammenhang mit dem Vorfrieden von Leoben musste der Feldzug abgebrochen werden. Hoche starb im September 1797 an einer Lungenkrankheit.
Der Krieg mit Österreich endete schließlich durch den Frieden von Campo Formio (17. Oktober 1797).

### See- und Kolonialkrieg
Der Beginn der Revolution führte zu einer Schwächung der französischen Flotte (Näheres hier). Es herrschte Unruhe, adelige Offiziere verließen den Dienst und die neuen Befehlshaber waren wenig erfahren. Es war die Eroberung der Österreichischen Niederlande, die aus Sicht der britischen Regierung und Flotte eine strategische Bedrohung darstellte. Dies war der Hauptgrund für den britischen Kriegseintritt. Die Briten leisteten Flottenunterstützung für die Landoperationen ihrer Alliierten insbesondere im Mittelmeer. Außerdem jagten britische Kriegsschiffe französische Handelsschiffe, schützten die eigenen Handelskonvois und blockierten die französischen Häfen. Die französische Führung hatte der britischen Flotte zunächst nichts entgegenzusetzen und konzentrierte sich daher auf den Landkrieg.

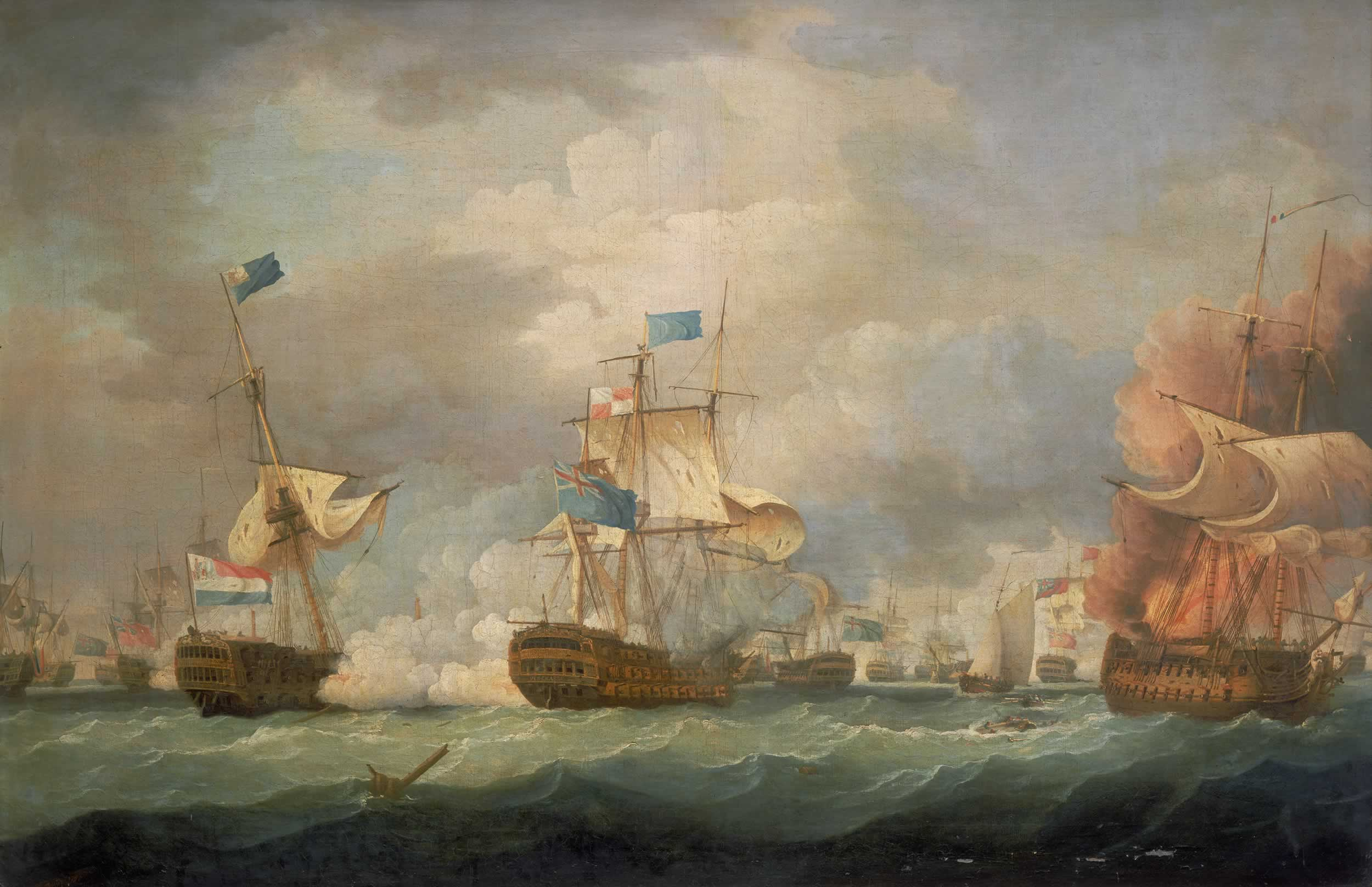
Seeschlacht bei Camperduin

Die Einnahme und Verteidigung von Toulon 1793 war eine gemeinsame letztlich gescheiterte Aktion der britischen Armee und Marine. Auch eine Expedition nach Westindien zu Beginn des Jahres 1794 war ein Gemeinschaftsunternehmen von Flotte und Armee und führte zur Eroberung fast aller französischen Inseln. Ein Jahr später kam es zu einem französischen Gegenangriff unter Victor Hugues und unter anderem zur Rückgewinnung von Guadeloupe. Nach dem auch durch Seuchen veranlassten Rückzug der britischen Flotte wurden die Briten bis auf Jamaika und Barbados von den meisten Inseln der Antillen vertrieben.
Um einer Hungersnot vorzubeugen, hatte Frankreich große Mengen Getreide in Amerika gekauft. Eine britische Flotte fing den Konvoi ab und besiegte die begleitende französische Flotte am 1. Juni 1794 in der Seeschlacht am 13. Prairial. Im Mittelmeer eroberten die Briten verbündet mit antifranzösischen Aufständischen kurze Zeit später Korsika.
Nachdem die Niederlande französisch besetzt und zur batavischen Republik geworden waren, besetzten die Briten die Kapkolonie, Ceylon sowie andere niederländische Besitzungen in Indien und den Westindischen Inseln. Der Versuch einer französischen Invasion in Irland scheiterte 1796 ebenso wie ein niederländischer Rückeroberungsversuch in der Kapkolonie (Kapitulation in der Saldanhabucht). Im selben Jahr räumten die Briten Korsika.
Die Briten schlugen die inzwischen mit Frankreich verbündeten Spanier (Näheres hier) im Februar 1797 in der Seeschlacht bei Kap St. Vincent.
Im selben Jahr kam es zu großen Meutereien in der britischen Flotte. Im Oktober 1797 besiegte eine britische Flotte eine Flotte der batavischen Republik in der Seeschlacht bei Camperduin.

## Ergebnisse
Am Ende blieb allein Großbritannien als nennenswerter Kriegsgegner übrig. Friedensverhandlungen waren 1797 an der Frage der Kapkolonie und Ceylons gescheitert. Die britische Innenpolitik durchlief eine schwere Krise. Auf dem Kontinent annektierte die Französische Republik die Österreichischen Niederlande und verwandelte die Republik der Sieben Vereinigten Provinzen in die Batavische Republik. In Italien und der Schweiz gründete Frankreich zwischen 1796 und 1799 Tochterrepubliken. Die Französische Republik hatte zudem im Mittelmeer vorübergehend die Seeherrschaft errungen, und Spanien war seit 1796 ihr Verbündeter.
Hinsichtlich der Entschädigungen für verlorene linksrheinische Territorien hatten die Berliner Verträge vom August 1796 wichtige Vorentscheidungen getroffen. So sollte Preußen durch Teile des Hochstifts Münster und des kurkölnischen Vest Recklinghausen entschädigt werden. Auch Hessen sollte mit Hilfe von Säkularisationen Entschädigungen enthalten. Die Hochstifte Bamberg und Würzburg sollten an das Haus Oranien fallen. Als Württemberg und Baden aus dem Krieg ausschieden, mussten sie auf ihre linksrheinischen Besitzungen verzichten. Auch ihnen wurden Entschädigungen durch geistlichen Besitz zugesichert. Die Säkularisationen im großen Stil, die 1803 vom Reichsdeputationshauptschluss beschlossen wurden, waren also schon in dieser Zeit geplant. Das Heilige Römische Reich war nach den Basler Verträgen faktisch in zwei Teile zerfallen. Den Norden beherrschte Preußen. Im Süden dominierte Österreich die anderen Staaten in extremer Weise. Reichspolitische Initiativen des Dritten Deutschland hatten keine Chance mehr. Auch vor diesem Hintergrund verlor der Reichsgedanke noch weiter an Bedeutung.
Im Frieden von Campo Formio erkannte Österreich die französische Annexion des linken Rheinufers an. Dabei sollten die betroffenen weltlichen Reichsstände durch Gebiete der geistlichen Reichsstände rechts des Rheins entschädigt werden (Säkularisation). Außerdem verzichtete Österreich auf die Österreichischen Niederlande und die Lombardei. Dafür erhielt es Venedig. Der Großherzog der Toskana wurde durch den Breisgau entschädigt. Das Erzstift Salzburg und Teile Bayerns sollten an Österreich fallen. Abgesehen davon, dass Teile des Reiches abgetreten wurden, gab Österreich durch die Anerkennung der Säkularisationen die Germania sacra, die geistlichen Reichsstände als eine wesentliche Stütze des Reiches, preis.
Über den Frieden des Reiches mit Frankreich und die territorialen Konsequenzen wurde seit Ende 1797 auf dem Kongress von Rastatt verhandelt. Der Kongress billigte am 11. März 1798 die Abtretung des linken Rheinufers an Frankreich. Später akzeptierte er auch das Prinzip der Säkularisation. Davon ausgenommen werden sollten nur die drei geistlichen Kurfürstentümer. Im weiteren Verlauf stritt man über Detailfragen, bis 1799 der Zweite Koalitionskrieg begann. Der Kongress endete somit ohne Beschlüsse.

### Vor 1918
- Herman Frobenius (Hrsg.): Militär-Lexikon. Handwörterbuch der Militärwissenschaften. M. Oldenbourg, Berlin 1901, OCLC 459778659, S. 428–433 (Textarchiv – Internet Archive).
- Abel Hugo: France militaire. Histoire des armées françaises de terre et de mer. 1792–1837. Delloye, Paris 1838 (gallica.bnf.fr).
- Adolphe Thiers: Geschichte der Französischen Revolution. Osiander, Tübingen 1844.
- Friedrich Wilhelm von Schütz: Geschichte der Kriege in Europa seit dem Jahre 1792 als Folgen der Staatsveränderung in Frankreich unter König Ludwig XVI. T. 1, Feldzüge des Jahres 1792–1793. E. S. Mittler, Berlin 1827, OCLC 899916090.
- Alfred Edler von Vivenot: Herzog Albrecht von Sachsen-Teschen als Reichsgeneralfeldmarschall. Braumüller, Wien 1864, OCLC 630258495.
- Bachoven von Echt: Denkwürdigkeiten der Geschichte des Feldzugs von 1796 : enthaltend die Operationen des Sambre und Maas-Heeres, von dem Obergeneral Jourdan befehligt : Mit 4 Tab. nebst Anh. 1. u. 2. Neue Gelehrtenbuchhandlung, Coblenz 1823, OCLC 165769295 (digitale-sammlungen.de).

- Anton Henri de Jomini: Histoire critique et militaire des guerres de la Révolution, mehrere Bände – Paris 1819–1821.
- Feldzug von 1794 und 1795 aus den hinterlassenen Papieren sr. kaiserl. Hoheit Erzherzog Carl, R. v. Waldheim, Wien 1872 (Google Buch in der Google-Buchsuche = archive.org).

### Nach 1918
- Elisabeth Fehrenbach: Vom Ancien Regime zum Wiener Kongress. Oldenbourg, München 2008, ISBN 978-3-486-58587-2.
- Rolf E. Reichardt: Das Blut der Freiheit. Französische Revolution und demokratische Kultur. Fischer-Taschenbuch, Frankfurt am Main 1998, ISBN 3-596-60135-5.
- David G. Chandler: Dictionary of the Napoleonic wars. Wordsworth Editions, Ware 1998, ISBN 1-84022-203-4.
- Gerhard Taddey (Hrsg.): Lexikon der deutschen Geschichte. Personen, Ereignisse, Institutionen. Von der Zeitwende bis zum Ausgang des 2. Weltkrieges. 2., überarbeitete Auflage. Kröner, Stuttgart 1983, ISBN 3-520-81302-5, S. 683f.
- Max Plassmann: Die preußische Reichspolitik und der Frieden von Basel 1795. Jahrbuch Stiftung Preuß. Schlösser und Gärten, Berlin-Brandenburg, Band 4, 2001/2002. (perspectiva.net)
- Jürgen König: Der Hunsrück in französischer Zeit 1789–1814, Dissertationsdruck Darmstadt 1995, ISBN 3-9804416-0-1.
- Anette Borchardt-Wenzel: Karl Friedrich von Baden. Mensch und Legende. Gernsbach 2006, ISBN 3-938047-14-3.
- Karl Stiefel: Baden 1648–1952. Ver. f. Oberrheinische Rechts- u. Verwaltungsgeschichte, Karlsruhe 2001, ISBN 3-930158-07-8.
- Uwe A. Oster: Großherzog Ludwig I. Gernsbach 2012, ISBN 978-3-938047-62-0.
- Stefan Winkle: Das Seuchengeschehen der Napoleonischen Feldzüge – Prolog Valmy 1792. (PDF; 659 kB) In: Häb, 2/07, S. 58–63.